# Phytophthora ramorum
Phytophthora ramorum és un patogen de les plantes, és un oomicet que causa la mort sobtada dels roures (sudden oak death (SOD)). Els seus efectes devastadors es presenten a Califòrnia, Oregon i a Europa. Els símptomes inclouen xancres als troncs, defoliació i en molts caos la mort de l'arbre.
P. ramorum també infecta moltes altres espècies de plantes com Rhododendron, Viburnum, i Pieris. Les espores del fong es poden ransmetre per l'aigua de la pluja.
P. ramorum va ser citat per primera vegada el 1995 potser a partir de la introducció d'espècies exòtiques. Hi ha molt pocs mecanismes de control de la malaltia.